# Quinn Mallory
Quinn Mallory est un personnage de la série  Sliders, interprété par Jerry O'Connell.

## Présentation
Ce personnage vit seul avec sa mère et son chat Schrödinger. Alors qu'il a 12 ans, son père se fait renverser par une voiture et, le même jour, son chien Bopper s'enfuit. Quinn, largement plus intelligent que les autres, construit le vortex qui réussira à l'emmener, lui et ses compagnons, vers d'autres mondes. D'abord très indécis, il deviendra impulsif et volontaire après la disparition du Professeur Arturo. Quinn est très indécis en amour: Après s'être rapproché de Wade (au cours de l'épisode "La Fin du Monde" de la saison 1), il s'en éloigne sans explication. Il n'hésitera pas à papillonner lors de ses différentes Glisses, jusqu'à sa rencontre avec Maggie Beckett (au cours de l'épisode "Un Monde d'Exode 1/2" de la saison 3). Là encore, il semble attiré par elle. Cependant, lors de l'épisode "Un Monde Robotisé" de la saison 4, le double de Maggie (Quinn ignore qu'il s'agit de son double) le drague ouvertement, mais celui-ci la repousse en lui disant qu'ils sont simplement amis. Ces événements démontrent le côté indécis de Quinn.

### Saison 1
Alors qu'il essaye de construire un appareil antigravité, il crée finalement un appareil permettant de voyager d'une dimension à une autre. Après en avoir fait l'expérience, il décide de montrer son exploit à sa meilleure amie, Wade Wells, et à son professeur, Maximillian Arturo, mais il emporte aussi par accident, le chanteur Rembrandt Brown.
À la suite d'une erreur d'exploitation du minuteur, lui et ses amis voyagent de monde en monde, en espérant rentrer un jour chez eux. Aux cours de ses Glisses, il finit par devenir très ami avec Rembrandt (malgré la rancœur que celui-ci avait de l'avoir entraîné dans cette galère), et se rapproche aussi de Wade dans l'épisode La fin du monde.
Dans le dernier épisode, Un monde parfait, après avoir sauvé la vie de Wade, Quinn reçoit une balle dans l'épaule, et est probablement mort sous les regards horrifiés de ses amis.

### Saison 2
Après avoir été soigné de sa blessure à l'épaule, Quinn et ses amis reprennent leur voyage à travers les mondes. Bien que lui et ses amis aient décidé de ne pas se mêler des affaires des mondes qu'ils visitent, afin d'éviter d'avoir des ennuis, Quinn est souvent le premier (avec Wade) à transgresser cette règle (Un monde carcéral, Un monde de jeunes).

### Saison 3
Au cours de cette saison, Quinn devient plus proche du professeur Arturo, qui devient pour lui comme un père de substitution, et devient seulement ami avec Wade, celle-ci se rapprochant de Rembrandt. Nous voyons aussi son changement de comportement, devenant un peu plus un homme d'action.
Dans le double épisode Un monde d'exode, Quinn est chargé de trouver un monde à coloniser pour celui qui se trouve en voie d'extinction. Durant ces explorations, avec le capitaine Maggie Beckett, il finit par retrouver leur terre d'origine, mais qui malheureusement, est inhabitable pour les futurs colons. Alors que les colons embarquent pour un autre monde, Quinn voit mourir le professeur Arturo, sous ses yeux, tué par le colonel Rickman, en voulant le sauver.
À la suite de cela, les Glisseurs partent, avec Maggie Beckett, traquer Rickman pour venger la mort du professeur, et récupérer son minuteur qui contient les coordonnées de leur terre d'origine.
Vers la fin du dernier épisode de la saison, Quinn et Maggie s'embrassent pour la première fois, et lorsqu'elle décide de rester combattre Rickman, Quinn renvoie Wade et Rembrandt sur leur terre d'origine, et décide d'être à ses côtés. Après la mort de Rickman, Quinn et Maggie sont forcés de Glisser à l'aveuglette pour essayer de retourner dans le monde de Quinn.

### Saison 4
Après trois mois de Glisse avec Maggie, Quinn réussit à revenir sur la terre de laquelle il était parti depuis quatre ans. Mais il a l'horreur de découvrir qu'elle a été envahie par les Kromaggs, des ennemis que lui et ses amis ont rencontrés lors de leur voyage. Après avoir libéré Rembrandt, il découvre aussi que Wade a été emmenée dans un camp de reproduction sur une terre parallèle. Mais, à sa grande surprise, sa mère lui révèle qu'elle est le double de sa vraie mère, qu'en réalité, il vient d'un monde parallèle qui était en guerre contre les Kromaggs, et que ses parents se sont séparés de lui et de son frère afin qu'ils ne soient pas victimes de cette guerre.
Dès lors, il décide avec Maggie et Rembrandt, de voyager de nouveau pour retrouver Wade, son vrai monde d'origine afin de libérer celui de Rembrandt, ainsi que son frère. Il réussit à retrouver son frère, Colin, au cours de l'épisode Un monde Fraternel.
Sur leur route, lui et ses amis croiseront à plusieurs reprises les Kromaggs et continueront d'espérer gagner face à eux.

### Saison 5
Quinn apparaît très brièvement au début de la saison 5, car au cours d'une Glisse, à la suite d'une expérience du docteur Oberon Geiger, il fusionne avec un de ses doubles. Rembrandt et Maggie feront alors tout ce qu'ils peuvent, avec l'aide de la scientifique Diana Davis, afin de les séparer.
Au cours de l'épisode Un monde de félicité illusoire, son double, Mallory, révèle aux autres que Quinn est parti pour de bon, car il ne sent plus sa présence en lui.
Mais dans l'épisode Un monde prêt à disparaître, le docteur Geiger révêle qu'il peut séparer Quinn de son double. Les Glisseurs tentent alors de séparer les deux Quinn, on revoit quelques instants Jerry O'Connell en images d'archive. Cependant, Geiger prévient après que la séparation est possible mais que cela tuerait par la même occasion Mallory. Rembrandt et les autres refusent alors de le faire pensant que Quinn ne voudrait pas faire ça. Après cela, Quinn semble bel et bien parti pour de bon. 
Mais dans le dernier épisode, Un monde de fans, Mallory révèle à la mère adoptive de son alter-égo, que Quinn est toujours vivant en lui.

## Commentaires
Tout comme son frère Charlie O'Connell, Jerry quitte la série après le tournage du dernier épisode de la Saison 4 à la suite de négociations salariales qui n'ont pas abouti. Son départ n'avait pas été prévu car logiquement l'équipe devait revenir pour la Saison 5. Mais après le départ des deux frères O'Connell, les scénaristes ont dû se débrouiller pour faire disparaitre les personnages avec l'aide de doublures dès les premiers instants de la Saison 5. Ainsi, Quinn fusionne avec son double d'une autre dimension et ne réapparaitra plus dans la série.